# Heyne (maison d'édition)
Avant de perdre son indépendance, Heyne était une maison d’édition allemande publiant principalement des livres de poche contemporains. Rachetée en 2001 par le groupe Axel Springer, elle est reprise deux ans plus tard par Bertelsmann qui en fait un label de Random House.
Heyne publie maintenant en littérature générale des auteurs de renommée internationale comme Johannes Mario Simmel, Daphne du Maurier, Mary Higgins Clark, John Grisham, Pearl S. Buck, Stephen King, Heinz Günther Konsalik et Barbara Cartland.
Le catalogue de Heyne compte également plusieurs titres de non-fiction, principalement des livres pratiques et des livres de cuisine. Une célèbre collection sur le cinéma de 276 titres, abandonnée depuis 2005, faisait aussi partie du catalogue sous le nom de « Heyne Filmbibliothek ».

## Histoire
La maison d’édition Heyne a été fondée à Dresde le 15 février 1934 par Wilhelm Heyne, elle était alors appelée Wilhelm Heyne Verlag. Son siège social déménage à Munich en 1948.
En 1958, Heyne commence à publier des livres de poche. En 1960, la direction de l’entreprise est reprise par Rolf Heyne, le fils de Wilhelm Heyne. L’éditeur a créé plusieurs collections de poche (comme la célèbre collection Heyne Science-Fiction, dirigée par Wolfgang Jeschke, avec des auteurs tels qu'Isaac Asimov et Arthur C. Clarke), elle devient ainsi la deuxième plus grosse maison d’édition de livres de poche d’Allemagne.
Dans les pays germanophones, Heyne est devenu célèbre pour avoir publié environ 300 romans Star Trek et Star Wars. Plusieurs jeux issus des mêmes univers sont parus entre 1972 et 1975.
Depuis 1994 l’éditeur publie également des grands formats. Les livres plus littéraires paraissent désormais sous le label Diana Verlag.

### Rachat
Le 1er janvier 2001 le groupe Axel Springer reprend Wilhelm Heyne Verlag et l’intègre à ses maisons d’édition. Rolf Heyne meurt quelques jours plus tôt à l’âge de 72 ans des suites d’une longue maladie. Heyne est alors regroupée avec les maisons Econ, Ullstein et List sous le nom d’Ullstein-Heyne-List-Gruppe.
A peine deux ans plus tard, le 1er janvier 2003, le groupe Bertelsmann reprend la plus grande partie de ce groupe et l’intègre à sa filiale Random House.
De mai 2005 à 2010, Heyne publie également des mangas à la suite de l'établissement d'une coentreprise entre Random House et l’éditeur japonais Kodansha.

## Source de la traduction
- (de) Cet article est partiellement ou en totalité issu de l’article de Wikipédia en allemand intitulé « Heyne Verlag » (voir la liste des auteurs).